# El Rodeo, Veracruz
El Rodeo är en ort i Mexiko.   Den ligger i kommunen Atzalan och delstaten Veracruz, i den sydöstra delen av landet, 210 km öster om huvudstaden Mexico City. El Rodeo ligger 829 meter över havet och antalet invånare är 276.
Terrängen runt El Rodeo är huvudsakligen kuperad, men åt sydväst är den bergig. Terrängen runt El Rodeo sluttar norrut. Runt El Rodeo är det ganska tätbefolkat, med 100 invånare per kvadratkilometer. Närmaste större samhälle är Atzalan, 16,0 km sydväst om El Rodeo. I omgivningarna runt El Rodeo växer i huvudsak städsegrön lövskog.